# Thomas Locus
Thomas Locus (Dilbeek, 1983) is een Belgische chef-kok.

## Opleiding en carrière
Thomas Locus volgde na zijn middelbare studies opleiding bij gerenommeerde restaurants zoals Michel in Groot-Bijgaarden, Oud Sluis in Sluis en Bruneau in Brussel, waar hij onder leiding stond van chefs als Michel Coppens, Sergio Herman en Jean-Pierre Bruneau. Vervolgens deed hij ervaring op in Barcelona bij Martín Berasategui.

## Bistro Margaux
In 2009 opende Locus zijn eerste restaurant, Bistro Margaux, in Sint-Martens-Bodegem. De zaak werd in 2010 bekroond met een Michelinster. In 2015 kende Gault&Millau het restaurant een score van 17 op 20 toe, waarmee het de hoogste score in de regio behaalde. Ondanks het succes besloot Locus in 2016 om Bistro Margaux te sluiten en een nieuw concept te lanceren.

## Brasserie Julie
Begin 2017 opende Locus op dezelfde locatie Brasserie Julie. De zaak mocht datzelfde jaar opnieuw zijn Michelinster ontvangen. De brasserie werd in 2018 door Gault&Millau uitgeroepen tot Brasserie van het Jaar en behaalde een score van 15 op 20.

## Agnes
In 2022 opende Locus zijn derde horecazaak, Agnes, in de voormalige pastorij van Sint-Martens-Bodegem. Het restaurant heeft een foodsharing-concept, waarbij gasten gerechten delen in een warme en huiselijke setting. Agnes kreeg al snel erkenning in culinaire gidsen. Gault&Millau kende het restaurant een score van 13,5 op 20 toe.

## Bed & Breakfast Louis 1924
Naast zijn restaurants runt Locus sinds 2014 de bed & breakfast Louis1924, gevestigd in een gerenoveerde hoeve in Sint-Martens-Bodegem. 

## Waardering
- In 2010 werd Bistro Margaux in de gids van de Michelin met een Michelinster gewaardeerd.
- In 2011 werd Locus door Gault Millau bekroond met de titel jonge topchef van het jaar voor het Pajottenland en omstreken.
- In 2016 kreeg Bistro Margaux door Gault Millau een score van 17/20 toegewezen.
- In 2018 werd Brasserie Julie bekroond met de titel Brasserie van het jaar.